# Grace Potter

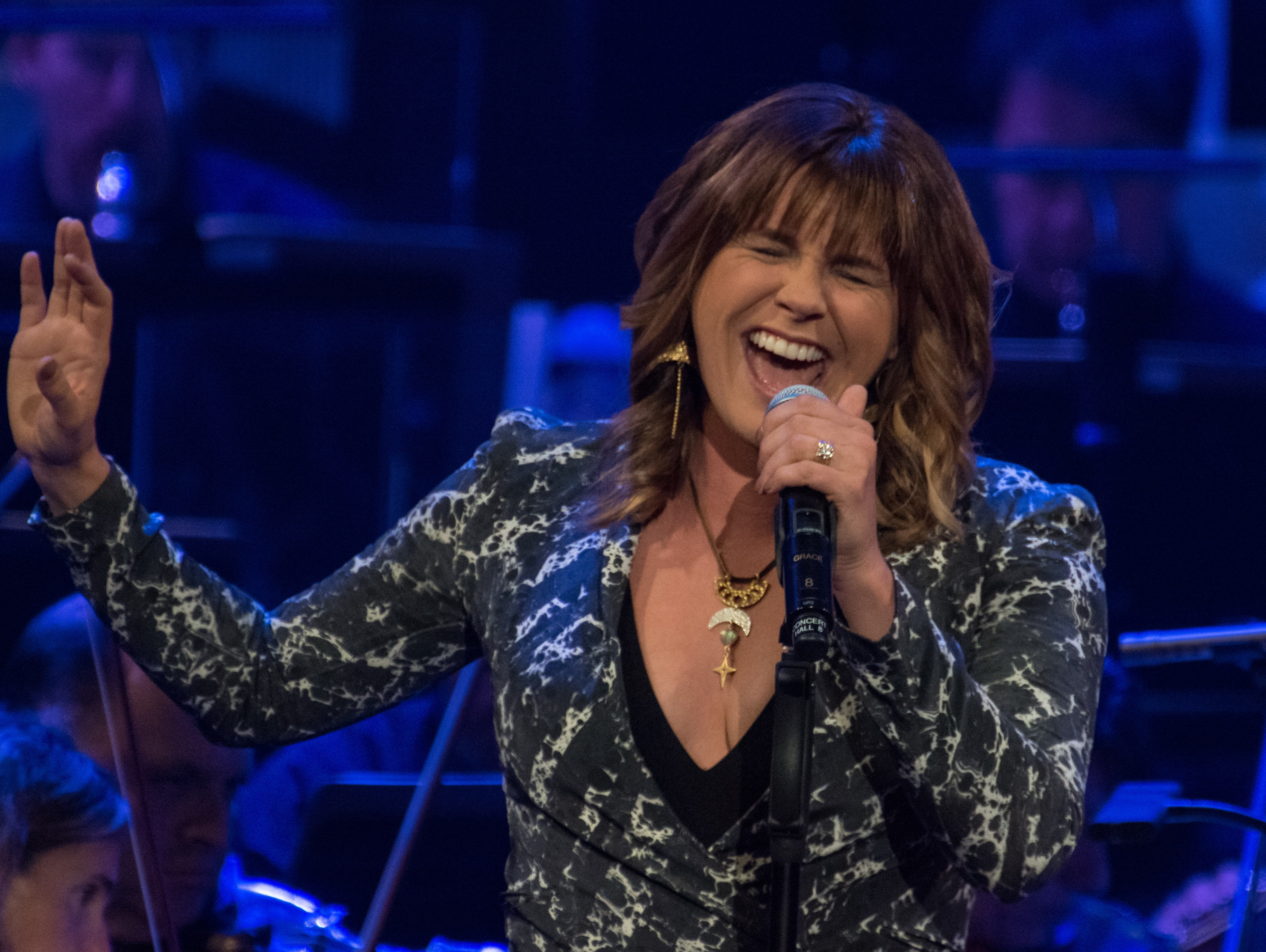
Grace Potter (2018)

Grace Evelyn Potter (* 20. Juni 1983 in Waitsfield, Vermont) ist eine US-amerikanische Rockmusikerin. 2007 hatte sie mit ihrer Band, den Nocturnals, und dem Album This Is Somewhere ihren Durchbruch. Mit Band und solo hatte sie mehrere Erfolge in den Charts und wurde dreimal für einen Grammy nominiert.

## Biografie
Grace Potter wuchs in Vermont auf und ging Anfang der 2000er Jahre an die St. Lawrence University im Bundesstaat New York. Als sie bei einer Open-Mic-Veranstaltung auftrat, entdeckte sie Schlagzeuger Matt Burr und schlug ihr vor, eine Band zu gründen. Nach einigem Zögern gründeten sie mit zwei weiteren Studenten die Band Grace Potter and the Nocturnals. Nach Studienende gingen Potter, Burr und Gitarrist Scott Tournet 2003 nach Vermont zurück, um ihre Musikkarriere zu verfolgen. Bryan Dondero ersetzte den Bassisten, der nicht mitkam.
Ihr erstes Album Original Soul veröffentlichten sie 2004 und 2005 erschien der Nachfolger Nothing But Water. Beide hatten sie trotz Labelanfragen in Eigenregie herausgebracht, dann schlossen sie sich Hollywood Records an. Dort kam im August 2007 ihr erstes Labelalbum This Is Somewhere und brachte ihnen ihre erste Platzierung in den US-Albumcharts. Die Band war ständig auf Tour und trat auch häufig im Ausland auf, blieb aber nur in ihrer Heimat erfolgreich. Mit dem vierten Album, das den Bandnamen als Titel trägt, stießen sie 2010 in die Top 20 der Albumcharts vor und kamen in den Rock-Charts auf Platz 3. Der Albumsong Paris (Ooh La La) verpasste zwar die Charts, brachte ihnen aber eine Goldene Schallplatte.
Im Jahr darauf tat sich Grace Potter mit Countrysänger Kenny Chesney zusammen und sie nahmen den Song You and Tequila auf. Das Lied wurde ein Erfolg in den Single- und Countrycharts und wurde mit Dreifachplatin ausgezeichnet. Außerdem brachte es ihnen eine Grammy-Nominierung für die beste Countrydarbietung.
Weitere Veröffentlichungen mit den Nocturnals wie ein Livealbum, eine iTunes- und eine Weihnachts-EP hinterließen wenig Eindruck, aber mit dem nächsten Studioalbum The Lion, the Beast, the Beat knüpften sie an den Erfolg des Albums von 2010 an.
Eine Beziehungskrise zwischen Grace Potter und Matt Burr, mit dem sie inzwischen verheiratet war, führte allerdings zum Aus der Band. Sie ließen sich 2017 scheiden, aber bereits 2015 veröffentlichte Grace Potter das Album Midnight nur noch unter ihrem eigenen Namen. Dem Erfolg tat das keinen Abbruch. Produziert wurde es von Eric Valentine. Im selben Jahr hatte sie außerdem zusammen mit Kenny Chesney einen zweiten Singlehit mit dem Titel Wild Child.
Es folgte eine längere Pause, in der sie Valentine heiratete und einen Sohn zur Welt brachte, bevor sie sich 2019 mit ihrem neuen Ehemann einem neuen Album widmete. Daylight erschien im Oktober und wandte sich mehr in Richtung Roots Rock, weshalb es auch in den Americana-Charts erfolgreich war. Für das Album und den Titelsong erhielt sie zwei weitere Grammy-Nominierungen im Bereich Rockmusik.

## Diskografie

### Alben
| Jahr                                | Titel                         | Höchstplatzierung, Gesamtwochen, AuszeichnungChartplatzierungen (Jahr, Titel, Platzierungen, Wochen, Auszeichnungen, Anmerkungen) | Höchstplatzierung, Gesamtwochen, AuszeichnungChartplatzierungen (Jahr, Titel, Platzierungen, Wochen, Auszeichnungen, Anmerkungen) | Anmerkungen                               |
| Jahr                                | Titel                         | US | Rock | Anmerkungen                               |
| ----------------------------------- | ----------------------------- | --- | --- | ----------------------------------------- |
| als Grace Potter and the Nocturnals |                               | | |                                           |
|                                     |                               | | |                                           |
| 2007                                | This Is Somewhere             | US119 (1 Wo.)US | — | Erstveröffentlichung: 7. August 2007      |
| 2010                                | Grace Potter & the Nocturnals | US19 (20 Wo.)US | Rock3 (21 Wo.)Rock |                                           |
| 2011                                | iTunes Session                | — | Rock50 (1 Wo.)Rock | Erstveröffentlichung: 6. Dezember 2011 EP |
| 2012                                | The Lion, the Beast, the Beat | US17 (8 Wo.)US | Rock7 (5 Wo.)Rock | Erstveröffentlichung: 12. Juni 2012       |
| als Grace Potter                    |                               | | |                                           |
|                                     |                               | | |                                           |
| 2015                                | Midnight                      | US26 (2 Wo.)US | Rock4 (3 Wo.)Rock | Erstveröffentlichung: 14. August 2015     |
| 2019                                | Daylight                      | US74 (1 Wo.)US | Rock9 (1 Wo.)Rock | Erstveröffentlichung: 25. Oktober 2019    |

### Singles
| Jahr | Titel Interpretation                                 | Höchstplatzierung, Gesamtwochen, AuszeichnungChartplatzierungen (Jahr, Titel, Interpretation, Platzierungen, Wochen, Auszeichnungen, Anmerkungen) | Höchstplatzierung, Gesamtwochen, AuszeichnungChartplatzierungen (Jahr, Titel, Interpretation, Platzierungen, Wochen, Auszeichnungen, Anmerkungen) | Höchstplatzierung, Gesamtwochen, AuszeichnungChartplatzierungen (Jahr, Titel, Interpretation, Platzierungen, Wochen, Auszeichnungen, Anmerkungen) | Anmerkungen |
| Jahr | Titel Interpretation                                 | US | Rock | Country | Anmerkungen |
| ---- | ---------------------------------------------------- | --- | --- | --- | ----------- |
| 2011 | You and Tequila Kenny Chesney featuring Grace Potter | US33 ×4Vierfachplatin · (20 Wo.)US | — | Country3 (22 Wo.)Country |             |
| 2012 | Stars Grace Potter and the Nocturnals                | US95 Gold · (1 Wo.)US | Rock13 (17 Wo.)Rock | — |             |
| 2015 | Wild Child Kenny Chesney featuring Grace Potter      | US56 Gold · (15 Wo.)US | — | Country9 (20 Wo.)Country |             |

Weitere Lieder 
- 2010: Something That I Want (US: Gold)
- 2013: Paris (Ooh La La) (US: Gold)